# Tverkarelen
Tverkarelen kaldes det område i Tver uden for Moskva, som bebos af karelere. Karelere flyttede fra Østkarelen til Tver guvernement efter freden i Stolbova 1617, da de græsk-ortodokse karelere flygtede fra de protestantiske svenskere.

## Historie
Tverkarelerne oprindelse går tilbage til freden i Stolbova 1617, da Østkarelen kom under svensk overherredømme, og græsk-ortodokse karelere flygtede østpå fra de protestantiske svenskere. Skønsmæssigt 25.000 karelerne formodes at være flygtet ved denne lejlighed. En ny flugtbølge fulgte under den svensk-russiske konflikt 1656-1658, hvor russerne først havde fremgang i Kexholms län. Senere, da krigen vendte, flygtede næsten hele den karelske befolkning fra Kexholms län sammen med den russiske hær, idet de under krigen havde støttet russerne og nu frygtede at blive straffet herfor; de øde byer blev overtaget af indbyggere fra andre steder i det østlige Finland. Flertallet kom til Tver, hvor der allerede tidligere boede karelere, et mindre antal bosatte sig ved Tihvin, på klosterets jorder. Nok skulle russerne tilbagegive flygtningene i henhold til fredsaftalen, men dette skete ikke.

### Tidlige karelske bøger
De tidligste bøger på karelsk blev udgivet med kyrilliske bogstaver: i 1804 en bedebog og katekismus, i 1820 udkom Matthæusevangeliet på Tverkarelsk.

### Den kortvarige karelske kulturopblomstring
I 1897 boede der flere kareler i Tverkarelen end i Østkarelen (henholdsvis 117.700 og 78.900) og denne forskel vedblev langt op i det 20. århundrede. Ifølge en opgørelse fra A. Veršinski fra 1932 fandtes mere end 1.000 karelske landsbyer i Tverkarelen, hvoraf nogle dog havde en blandet russisk-karelsk befolkningssammensætning. I 1920-erne fik tverkarelerne national autonomi: der blev oprettet 45 landsby-folkeråd, og i 1931 oprettedes på grundlag heraf fire nationale rajoner (Lihhoslavl, Tolmatši, Rameški og Maksatihha). I 1935 kom Kozlovo nationale rajon til. I 1937 blev de fem nationale rajoner slået sammen til det tverkarelske nationale område. Af de daværende omkring 158.000 tverkarelere boede 58% inden for grænsen af de fem rajoner, hvor de udgjorde 54% af befolkningen. De karelere, der boede uden for området, havde derimod ingen særlige nationaltkulturelle rettigheder.
I 1931 var der blevet udarbejdet et tverkarelsk skriftsprog med latinske bogstaver, baseret på den sydlige, såkaldte Tolmatšu-dialekt. En af grundene var frygten for at blive påtvunget finsk, idet de finske kommunister spillede en forholdsvis stor rolle i datidens Sovjetunionen (og for øvrigt fik gjort finsk til et obligatorisk undervisningssprog i Østkarelen). Dette skriftsprog var i brug til 1937. I denne periode udkom mere end 50 bøger på karelsk, lige som avisen "Kolhozoin puoleh" (senere "Karjalan Tozi") udkom. I 1936-1937 skete imidlertid et brat omsving: nu skulle der udarbejdes et fælleskarelsk skriftsprog med kyrilliske bogstaver. Dette skete på initiativ af den finsk-ugriske forsker D. Bubrich i det daværende Leningrad, der aktivt virkede for dettes indførelse i både Østkarelen og Tverkarelsen. I 1938-1939 udgaves lærebøger, et par hundrede oversættelser samt en avis. I 1939 blev eksperimentet administrativt opgivet, og det officielle skriftsprog blev i Tverkarelen russisk (mod begge sprog i Østkarelen).

### Retssag for kontrarevolutionær aktivitet
Omtrent samtidig, den 9. februar 1938, indledte UNKVD Kalinin oblast (УНКВД Калининской области) retssag №13601, hvor Belyakov Alexej Antonovich og andre arkivister var anklaget for kontrarevolutionær virksomhed. I alt 95 personer blev anholdt, fortrinsvis karelske intellektuelle. Blandt de arresterede var skolelæreren Efraim Efremovich Guglin, kandidatstuderende Alexander Antonovich Belyakov, forfatteren til det latinske karelske alfabet Miloradova A. Alexander og redaktøren Evdokia Ivanova Dudkin. Den 7. februar 1939 udsendte præsidiet for Den Øverste Sovjet i RSFSR et dekret "Om afvikling af det karelske nationale distrikt" ("О ликвидации Кврельского национального округа"). For mange af de anklagede blev straffesagen dog senere indstillet.

### Nedgangen: Tvangsomflytninger og 2. verdenskrig
Efter retssagen blev mere end 24.000 arresteret eller forvist til Sibirien, Kazakhstan og det nordlige Sovjetunionen af de sovjetiske myndigheder. Der ud over blev 3.800 tvangsforflyttet til Karelske ASSR og 2.500 udvandrede til andre Sovjetrepublikker.
Under 2. verdenskrig omkom omkring 20.000 Tverkarelere. Djorža, en biflod til Volga i den sydlige del af Tverkarelen, var skueplads for voldsomme kampe, og stort set alle landsbyer blev udslettet. Kun få tverkarelere vendte efter krigen tilbage til deres hjemegn.
.
Disse begivenheders betydning for tverkarelernes skæbne kan kun indirekte belyses i officielle kilder i form af den tverkarelske befolkningspyramides struktur: i 1926 var den "normalt" pyramideformet (jævnt aftagende befolkning med voksende alder) og den gennemsnitlige alder for mænd 20,5 år og for kvinder 23,0 år, i 1959 var den gennemsnitlige alder for mænd 28,7 år, for kvinder 42,3 år foruden, at der for hver 100 kvinder kun fandtes 60,7 mænd. I 1989 var alderspyramiden vendt "på hovedet": mændenes gennemsnitlige alder var 49,0 år, kvindernes 60,7 år. Etnografen Seppo Lallukka anfører, at begivenhederne, der førte til skævvridningen af befolkningen, er forfølgelserne, Tverkarelerne udsattes for efter den korte kulturelle opblomstring fra juli 1937. Seppo Lallukkas vurdering af befolkningspyramiden er ikke sammenholdt med den almindelige demografiske udvikling i Sovjet, som også bærer præg af skævvridning efter de omkring 12 millioner dræbte under 2. verdenskrig.

### Assimileringnsprocessens årsager
Assimilationsprocessen (russificeringen) blev yderligere fremmet ved, at jernbaneanlæg delte de karelske bebyggelser i to indbyrdes adskilte områder og ved at karelernes tosprogethed fremmede overgangen til russisk. De karelere, der blev tilbage i Tver, skammede sig for en stor dels vedkommende over at anerkende deres rette etniske tilhørsforhold. I 2002 var der officielt omkring 15.000 karelere tilbage i Tver.

### Efter Sovjetunionens sammenbrud
I forbindelse med Sovjetunionens opløsning skete en nationalkulturel opblomstring også blandt karelerne. I forbindelse hermed skete også tiltag til fremme af tverkarelsk sprog: i 1992 udgav Mihhail Orlov en tverkarelsk ABC, "Bukvari", og der blev udgivet flere andre lærebøger for skolebørn.

## Sydlige tverkarelere
De sydligt boende karelere bor adskilte fra andre Tverkarelere i fem landsbyer ved Djorzha, en biflod til Volga. I 1890 boede der 1.664 karelere i dette sydlige område, i 1911 endda 1.952. I 1990 var antallet reduceret til 70.

## Næringsveje
I sovjettiden var tverkarelerne overvejende landbrugere. 75% af dem boede i landdistrikterne.

## Befolkningsudvikling
Ifølge officielle folketællinger var antallet af karelere i Tverkarelen følgende:
- 1835 – 84.638[13]
- 1897 – 117.679[13]
- 1926 – 140.567[3]
- 1970 – 61.800[3]
- 1979 – 30.387[14]
- 1989 – 23.169[15]
- 2002 – 14.633[16]